# Furia (powieść)
Furia – siódma książka autorstwa Salmana Rushdiego, opublikowana w Wielkiej Brytanii w 2001 roku.

## Fabuła
Malik Solanka, wykształcony na Uniwersytecie Cambridge milioner z Bombaju szuka ucieczki od samego siebie. Z początku ucieka od swojego życia akademickiego zanurzając się w świat miniatur, po tym jak został oczarowany miniaturami domów wyświetlanych na ekranie w Rijksmuseum w Amsterdamie. Ostatecznie tworzy lalkę nazywając ją "Little Brain" (z ang. Mały Mózg) i opuszcza akademię dla telewizji.
Tym niemniej brak satysfakcji z rosnącej popularności "Małego Mózgu" służy tylko głębszemu rozjuszaniu demonów tkwiących w Solance, w rezultacie czego ledwo unika zamordowania własnej żony i dziecka. Znów ucieka, tylko tym razem do Nowego Jorku – ma nadzieję, że nękające go niepokoje w końcu odejdą. W Ameryce zmuszony jest jednak do konfrontacji z samym sobą.